# Vladimir Petrov (schaker)
Vladimir Petrov (27 september 1908 – 26 augustus 1943) was een Lets-Russische schaker. 
Hij werd geboren in Riga, in de Letse Sovjetstaat, voorloper van het huidige Letland. Hij leerde schaken op 13-jarige leeftijd. 

## 1926–1939
In 1926, op 19-jarige leeftijd, won hij het kampioenschap van Riga en werd derde op het nationale kampioenschap. 
 
Hij eindigde gedeeld 2e–5e, achter Isakas Vistaneckis, in het eerste kampioenschap van de Baltische Staten, gehouden in Klaipėda in 1931. Petrov won in 1931 een match tegen Movsas Feigins (+4 =3 –1), won in 1932 een match tegen Vladas Mikenas (+2 =1 –0), en verloor in 1934 nipt een match tegen Rudolf Spielmann (+1 =5 –2). 
Op het kampioenschap van Letland werd hij in 1934 gedeeld eerste met Fricis Apšenieks, en won hij het in 1935 en 1937. In 1936 won hij in Helsinki, in 1937 werd hij in Ķemeri (Letland) gedeeld eerste met Samuel Reshevsky en Salo Flohr voor onder andere Aleksandr Aljechin, Paul Keres, Endre Steiner, Sawielly Tartakower, Reuben Fine, Gideon Ståhlberg, dit was Petrovs mooiste toernooi-overwinning. Later in 1937 eindigde hij als laatste in Semmering. In 1938 werd hij gedeeld 3e-5e in Łódź, achter Vasja Pirc en Tartakower. In 1938 werd hij derde in Margate, achter Aleksandr Aljechin en Rudolf Spielmann, waarbij hij won van Aljechin in de onderlinge partij. In 1939 werd Petrov 8e bij het toernooi van Ķemeri–Riga met 16 deelnemers, en won in Rosario, voor Erich Eliskases and Mikenas.

## Schaakolympiades
Petrov speelde voor het team van Letland in alle zeven officiële Schaakolympiades tussen 1928 en 1939. Ook speelde hij in 1936 op de in-officiële Olympiade in München. 
- juli–aug. 1928, 2e Schaakolympiade in Den Haag, derde bord (+5 =7  –4)
- juli 1930, 3e Schaakolympiade in Hamburg, tweede bord (+8 =6 –3)
- juli 1931, 4e Schaakolympiade in Praag, derde bord (+9 =5 –2)
- juli 1933, 5e Schaakolympiade in Folkestone, tweede bord  (+6 =3 –5)
- aug. 1935, 6e Schaakolympiade in Warschau, eerste bord (+7 =7 –5)
- aug.–sept. 1936, 3e in-officiële Schaakolympiade in München, eerste bord (+10 =7 –3)[3]
- juli–aug. 1937, 7e Schaakolympiade in Stockholm, eerste bord  (+5 =10 –3)
- aug.–sept. 1939, 8e Schaakolympiade in Buenos Aires, eerste bord (+8 =11 –0)[4]

Hij won twee individuele medailles: goud in 1931 en brons in 1939. Aan bord 1, in Buenos Aires (1939), verloor hij geen enkele partij, speelde remise tegen wereldkampioen Aljechin, voormalig wereldkampioen José Raúl Capablanca, en de jonge superster Paul Keres, en won van Vladas Mikenas, Roberto Grau, Tartakower en Moshe Czerniak. 

## 1940–1943
In 1940 werd Letland geannexeerd door de Sovjet-Unie. Petrov werd 10e van 20 deelnemers op het in 1940 gehouden Schaakkampioenschap van de Sovjet-Unie, werd gedeeld derde in Riga in 1941, en tweede in diverse sterke toernooien: Moskou in 1941, achter Isaak Mazel; Moskou in 1942, achter Igor Bondarevsky en Swerdlovsk in 1942, achter Vjatsjeslav Ragozin.
Toen Nazi-Duitsland op 22 juni 1941 de Sovjet-Unie binnenviel, kon Petrov niet terugkeren naar zijn vrouw en dochter in Letland. Hij bleef in Rusland en werd op 31 augustus 1942 gearresteerd op grond van artikel 58 van het wetboek van strafrecht van de Russische Socialistische Federatieve Sovjetrepubliek: het hebben van kritiek op de teruggang in levensomstandigheden in Letland na de annexatie door de Sovjet-Unie in 1940. Petrov werd veroordeeld tot tien jaar in een correctief werkkamp. In 1947 werd zijn overlijden bekendgemaakt, maar in 1989 werd bekend dat hij reeds in 1943 in Kotlas was overleden aan een longontsteking. 

## Memorial
Ter nagedachtenis aan Vladimir Petrov werd een rapidschaak-toernooi, het Vladimir Petrov Memorial, gehouden in Jūrmala in 2012, gewonnen met 5 pt. uit 7 door Aleksandr Morozevitsj, 2013, gewonnen met 10.5 pt. uit 14 door Radosław Wojtaszek, 2014, gewonnen met 12 pt. uit 15 door Sergej Fedortsjoek, 2015, gewonnen met 9 pt. uit 11 door Vasyl Ivantsjoek, en 2016, gewonnen met 9 pt. uit 12 door Loek van Wely.

## Externe koppelingen
- (en)   Informatie over schaakpartijen van Vladimir Petrov op ChessGames.com